# Бреза (округ Наместово)
Бреза (словац. Breza) — село, громада округу Наместово, Жилінський край. Кадастрова площа громади — 22,52 км².
Населення 1631 особа (станом на 31 грудня 2018 року). Протікає річка Мутнянка.

## Історія
Бреза згадується 1593 року.

## Населення
| Рік:            | 1994. | 2004.   | 2014.   | 2024.   |
| --------------- | ----- | ------- | ------- | ------- |
| Кількість осіб: | 1396  | 1513    | 1604    | 1639    |
| Різниця:        |       | +8,38 % | +6,01 % | +2,18 % |

| Рік:            | 2023. | 2024.   |
| --------------- | ----- | ------- |
| Кількість осіб: | 1636  | 1639    |
| Різниця:        |       | +0,18 % |